# Kekkaishi
Kekkaishi (結界師, lit. "Mestre de barreira") é um mangá escrito e ilustrado por Yellow Tanabe. Foi publicado na revista Shonen Sunday, da editora Shogakukan. Na América do Norte foi licenciado pela Viz Media e no Brasil, pela Panini. Uma adaptação em anime foi ao ar de outubro de 2006 a fevereiro de 2008, contando com 52 episódios. A série é sobre Yoshimori Sumimura e Yukimura Tokine, herdeiros do clã Hazama, que devem defender a sua escola de espíritos atraídos para a terra sagrada.

## Enredo
Há 500 anos um senhor feudal foi atacado por ayakashis, monstros espirituais, que queriam o grande poder que ele tinha, para poder dominar o mundo. Devido os constantes ataques, um poderoso mago, Tokimori Hazama, foi chamado para o proteger. Hazama veio com dois alunos que conseguiram proteger o Senhor, até o dia de sua morte. Após sua morte eles o enterraram com seu poder, em um lugar ao qual chamaram de Karasumori.

### Dias atuais
Sumimura Yoshimori, é um estudante de 14 anos, que é o descendente do Clã Sumimura de Kekkaishi. Ele é herdeiros direto dos poderes do clã. Assim como ele, Yukimura Tokine, também herdou estes poderes, ela é mais velha que ele, e é sua amiga de infância e também sua rival como Kekkaishi.
Devido a fatos acontecidos na infância dos dois, Yoshimori quer ser tornar mais forte kekkaishi, para que Tokine não precise mais lutar, mas ele apenas consegue dominar seus poderes brutamente, enquanto Tokine é extremamente habilidosa e precisa no uso de seus poderes.
O anime se passa entorno da escola Karasumori, em baixo da qual está a tumba Karasumori.
Ai entra Tokine e Yoshimori, eles são os guardiões desta tumba, eliminado qualquer ayakashi que tentar se aproximar dela. Eles também contam com ajuda de dois shikigamis, capturados por seus antecessores, e escravizados para servi-los.. Yoshimori conta com o shikigami Madarao, e Tokine com Hakubi, ambos farejam ayakashis, e como recompensa eles podem comer os ayakashis menores.

## Poder
O poder de um kekkaishi, é basicamente criar uma barreira, de energia entorno de seu inimigo, e a comprimindo fazendo ela implodir.
As técnicas de um Kekkaishi incluem:
- Houi (方, , Definir um ponto): É o 1º comando de um Kekkaishi para definir o ponto do espaço onde será criado a barreira.
- Jouso (定, , criar arestas): 2º comando de um Kekkaishi, feito para definir o tamanho da área em torno do ponto marcado com o 1º comando.
- Ketsu (结, , Criar): Fecha um Kekkai (Barreira de cubo invisivel) no ponto marcado pelo Houi e no tamanho definido pelo Jouso.
- Kai (解, , liberação): Dissipa o Kekkai sem ferir o alvo preso em seu interior.
- Metsu (灭, , destruir): Recolhe uma Kekkai, destruindo o que está lá dentro.
- Tenketsu (天穴, , Fenda Celestial): Abre uma porta para outro mundo e envia os pedaços do inimigo para impedir a regeneração. Esta técnica requer o uso de um shakujo.
- Zekkai (绝界, , Limite absoluto): Uma técnica que permite que o usuário, repelir um ataque ou prejudicar um inimigo. Dependendo da força do usuário, ele aparece como uma aura negra, que varia em forma. Porque ele é criado pela dominação de sentimentos negativos, é recomendável que ela não seja usada excessivamente.
- Nenshi (念糸, , linha): Uma técnica que cria um segmento de energia. Ele é usado para a ligação, captura e tortura por compressão. O nenshi sai da palma da mão do usuário. O selo ao redor do pescoço de Madaro, espírito familiar Yoshimori, é feito de pérolas enfiadas em um círculo de nenshi.
- Sekkai : Uma técnica usada para destruir Kekkai estrangeiros. Masamori tenta usar isso para dissipar Kekkai Yoshimori em Kokuborou, mas não conseguiu porque sua Kekkai era demasiadamente forte.
- Shuufuku : a arte da restauração, a reparação de um objeto.
- Musou : Um estado de espírito em que o usuário não é influenciado por nenhuma força, ela aumenta a velocidade, potência e eficácia dos Kekkai.

## Mídias

### Mangá
Kekkaishi foi escrito e ilustrado por Yellow Tanabe. Foi serializado na revista Weekly Shōnen Sunday, pela editora Shogakukan. De 2003 a junho de 2011 a série somou 345 capítulos, e 35 volumes compilados. O mangá já foi licenciado em vários países, como Estados Unidos, Canadá, França, e Coreia do Sul. No Brasil, foi licenciado pela Panini em junho de 2010.
Um guia da série foi lançado em 16 de dezembro de 2006 pela Shōnen Sunday chamado de "Guia do professor" (結界師 指南之書)

### Anime
Kekkaishi foi adaptado em anime pelo estúdio Sunrise, e dirigido por Kenji Kodama, e o character design foi feito por Hirotoshi Takaya. O tema de abertura para todos os episódios é Sha la la -Ayakashi NIGHT- (Ｓｈａ　ｌａ　ｌａ －アヤカシＮＩＧＨＴ－) por Saeka Ūra. O primeiro tema de encerramento é Akai Ito (赤い糸) por Koshi Inaba (episódios 1 ao 15, 38, 40, 48, 52), o segundo tema é Sekaijuu Dokowo Sagashitemo (世界中どこを探しても) por Aiko Kitahara (episódios 16 ao 23, 39, 44, 51), o terceiro é My Mirai (マイミライ) por Saeka Ūra (episódios 24 ao 30, 41, 46, 49), e o último e quarto é Kyukei Jikan jippun (休憩時間10分) por Saeka Ūra (episódios 31 ao 37, 42, 43, 45, 47, 50). A série foi transmitida em 52 episódios no Japão entre 16 de outubro de 2006 e 12 de Fevereiro de 2008 pelas emissoras Nippon TV, Yomiuri TV e Nippon TNS, sempre às 19:00 horas de segunda-feira (horário japonês).

### Jogos eletrônicos
Namco Bandai lançou dois jogos para Nintendo DS baseado em Kekkaishi, o primeiro em 24 de maio de 2007. Também foi lançado um jogo para Wii em dezembro de 2007, chamado Kekkaishi: Kokubōrō no Kage (結界師 黒芒楼の影).